# Francisco Izquierdo Martínez
Francisco Izquierdo Martínez (Granada, 7 de abril de 1927 – Madrid, 3 de septiembre de 2004) fue un escritor, periodista, editor, pintor e intelectual español.

## Biografía
Salvo los tres años que duró la Guerra Civil que los pasó entre Nívar y Lanjarón, su infancia y adolescencia trancurrieron en Arjona, donde su padre, pedagogo distinguido discípulo de Andrés Manjón, dirigió las escuelas del Ave María de aquella localidad jiennense desde el mismo año en que nació Francisco.
En 1944 se traslada a Granada para realizar estudios de Magisterio, que terminaría en 1948. Desde ese año hasta 1952 dirigió el reformatorio de San Miguel. Al mismo tiempo pintaba en el estudio que montó en la torre de la iglesia del Salvador en el barrio del Albaicín.
Fue cofundador de las revistas Linares en 1951, y Norma, Forma y Diálogo, entre 1951 y 1953, en las que colaboró con dibujos, ilustraciones, y artículos. En estos años también colaboraba en los diarios Patria e Ideal.
En 1953 se traslada a Madrid, encargándose de la dirección artística de la revista Ecclesia hasta 1960. Formó parte del grupo que creador de la editorial PPC (Propaganda Popular Católica) (1954) y de la revista Vida Nueva (1956), que ilustró, de cuya dirección artística estuvo encargado, y cuya editorial publicó sus primeras creaciones literarias. En estos años colaboró con las revistas y diarios de Madrid Signo, Senda, Alba, Blanco y Negro, ABC y Ya y con los diarios antes citados de Granada. También trabajó como guionista para TVE.
Formó parte de los equipos fundadores de las revistas Film Ideal (1956); Cinestudio (1962); Alameda (1963) y Hogar 2000 (1966).
Creó la productora cinematográfica EFA (Experimental Film Animation) en 1960, con la que realizó varios cortos y algún largometraje de animación.
En 1966 creó la editorial Azur, que publicaría algunas de sus obras más destacadas, como Las bestias y otros ejemplos o El apócrifo de la Alpujarra Alta, que mereció el Premio Nacional de Literatura de 1970 y que le fue retirado a las pocas horas de su concesión. En esta editorial vieron la luz las obras premiadas en el concurso literario del Café Gijón y las del premio Sésamo de novela corta así como las primeras obras de autores como Francisco Umbral, Luis Alberto de Cuenca o Luis Antonio de Villena. 
Desde 1979 hasta finalizar la publicación fue el director artístico de la «Gran Enciclopedia de Andalucía».
Entre 1989 y 1992 diseñó y dirigió la «Biblioteca General del Sur», colección editada por la Caja General de Granada.
Se encargó desde 1998 hasta sus últimos días de la columna diaria «Puerta Real» en el periódico granadino IDEAL.
Estuvo casado desde 1955 con Emilia Olmo Muñoz y tuvo cinco hijos. Se jubiló en 1987 y volvió a Granada, instalándose en una casa del Albaicín para continuar su intensa actividad creadora.

## Obra
- Leyendas épicas españolas, (Madrid, 1962).
- Leyendas de la Edad Media, (Madrid, 1962).
- La misión del hielo, (Madrid, 1963).
- El lince y la trampa, (Madrid, 1965).
- Las bestias y otros ejemplos, (Madrid, 1967).
- El apócrifo de la Alpujarra Alta, (Madrid, 1969).
- Fiesta de cuerpo presente, (Granada, 1970).
- Demontres, diantres y cachidiablos, (Madrid, 1974).
- Grabadores granadinos. Del s. XVI al XIX, (Madrid, 1975).
- Guía de las guías de Granada, (Madrid, 1976).
- Andróginos, itífalos, viragos, machorras y filenos, (Madrid, 1976).
- Guía secreta de Granada, (Madrid, 1977).
- Río Darro, (Madrid, 1980).
- Apografía y plagio en el grabado de tema granadino, (Sevilla, 1982).
- El rumor del dies irae, (Sevilla, 1983).
- Fasto solano, (Madrid, 1984).
- Crónicas del buen trote, (Madrid, 1986).
- Guerrillas civiles de Granada, (Madrid, 1987).
- Campo raso, (Granada, 1991)
- Guía de Granada, (Madrid, 1991).
- Granada fingida, (Granada, 2002).

### Obra plástica
Como pintor participó en veinticuatro exposiciones individuales y más de quince colectivas con su obra de carácter autodidacta, pues solo estudió en los años 1945 y 1946 con Pablo Vergara en la Escuela de Artes y Oficios de Granada y con Hermenegildo Lanz en la Escuela Normal del Magisterio también en Granada.
Es autor de más de cuarenta grabados y estampas.
Su obra pictórica se encuentra en quince museos y en numerosas colecciones particulares.

## Premios
- «Familia española» de relatos. (1969, Madrid);
- «Ateneo de Sevilla. I Concurso Internacional de Cuentos», (1970, Sevilla);
- «García Pavón» de narrativa, (1973, Tomelloso, Ciudad Real);
- «Puerta de Plata» de 1982 y 1983 (Madrid);
- «Blanco White» de narrativa (1983, Sevilla);
- «Aljarafe» de novela (1983, Sevilla),
- Nacional de Periodismo «González Ruíz» (1981, Madrid).
- Feria del Libro de Granada, (1997).

- Pelayo de Oro al mejor guion en el Festival de Cine de Gijón (1970), por la película de animación El Gripoterio
- Primer premio del festival de Montreaux (1971) por el guion de Paco Pum
- Primer premio del festival de Canadá (1972), por el guion de Paco Pum.

## Distinciones
- Presidente del Instituto Cultural Andaluz (1978 - 1984).
- Presidente de la Academia de Bellas Artes de Granada (1992 - 2000).
- Vicepresidente del Centro de Estudios Históricos de Granada y su Reino.
- Cofundador y miembro supernumerario de la Academia de Buenas Letras de Granada.
- Académico Correspondiente de la Real de Ciencias, Bellas Letras y Nobles Artes de Córdoba.
- Hijo adoptivo de la ciudad de Arjona (1997).
- Alpujarreño adoptivo (1997).
- Medalla de Oro de la Ciudad de Granada, a título póstumo, concedida en diciembre de 2004.